# 大阪労災看護専門学校
大阪労災看護専門学校（おおさかろうさいかんごせんもんがっこう）は、独立行政法人労働者健康安全機構が運営する。大阪府堺市北区にある専修学校。

## 沿革
- 1960年 - 関西労災病院高等看護学院として開校。
- 1968年 - 「関西労災病院看護学院」と改称。
- 1969年 - 「大阪労災高等看護学院」と改称。
- 1977年 - 専修学校となり、現校名となる。

## 学科
- 看護学科（修業年限3年,入学定員80名）

## 取得できる資格・免許状
- 専門士（看護専門課程）称号[1]
- 看護師国家試験の受験資格[2]
- 保健師・助産師養成学校受験資格[2]

## 看護師国家試験合格率
(この節の出典)
| 看護師国家試験実施年(卒業年度) | 新卒者のみ(％) | 既卒者含む(％)   | 全国平均(％) |
| ------------------------------ | -------------- | ---------------- | ------------ |
| 2021年度(令和2年度)卒業生      | 98.7           | 既卒者受験者なし | 90.4         |
| 2020年度(令和元年度)卒業生     | 100.0          | 100.0            | 89.2         |
| 2019年度(平成30年度)卒業生     | 97.7           | 既卒者受験者なし | 89.3         |
| 2018年度(平成29年度)卒業生     | 100.0          | 100.0            | 91.0         |

## 交通アクセス
- OsakaMetro御堂筋線「新金岡駅」より西へ徒歩15分[4]。
- JR阪和線「三国ヶ丘駅」から
  - 南海バス乗車、「金岡町行」乗車「金岡公園前」停留所下車[4]。
- 南海高野線「三国ヶ丘駅」から
  - 南海バス乗車、「金岡町行」乗車「金岡公園前」停留所下車[4]。
- 南海本線「堺駅」から
  - 南海バス「新金岡行」乗車「金岡公園前」停留所下車[4]。

## 周辺
- 大阪ろうさい病院

- 近畿中央呼吸器センター
- 金岡公園